# حسین یکتا
حسین یکتا مرد جهاد (زاده ۱۳۴۶) نظامی ایرانی و عضو شورای مرکزی قرارگاه عمار است. یکتا بیش از همه به خاطر روایتگری در اردوهای «راهیان نور» شناخته شده‌است. سید علی خامنه‌ای، او را به خاطر پرکار بودن به اسب عربی مانند کرده‌است.  او هم اکنون مشاور و دستیار رئیس ستاد مرکزی راهیان نور می باشد. او از جمله حمله‌کنندگان و تسخیرکنندگان دفتر و حسینیه حسینعلی منتظری در قم، پس از سخنرانی معروف سیزده رجب وی در سال ۱۳۷۶ بوده است. 
حسین یکتا به شکل‌گیری سازمان اوج، سراج و شبکه تلویزیونی افق کمک کرده است.

## گردان حبیب
او از اعضای «گردان حبیب» بوده‌است. با رهبر شدن سید علی خامنه‌ای، اعضای این گردان به مهم‌ترین حلقه‌های اطلاعاتی-امنیتی قدرت در ایران بدل شدند.

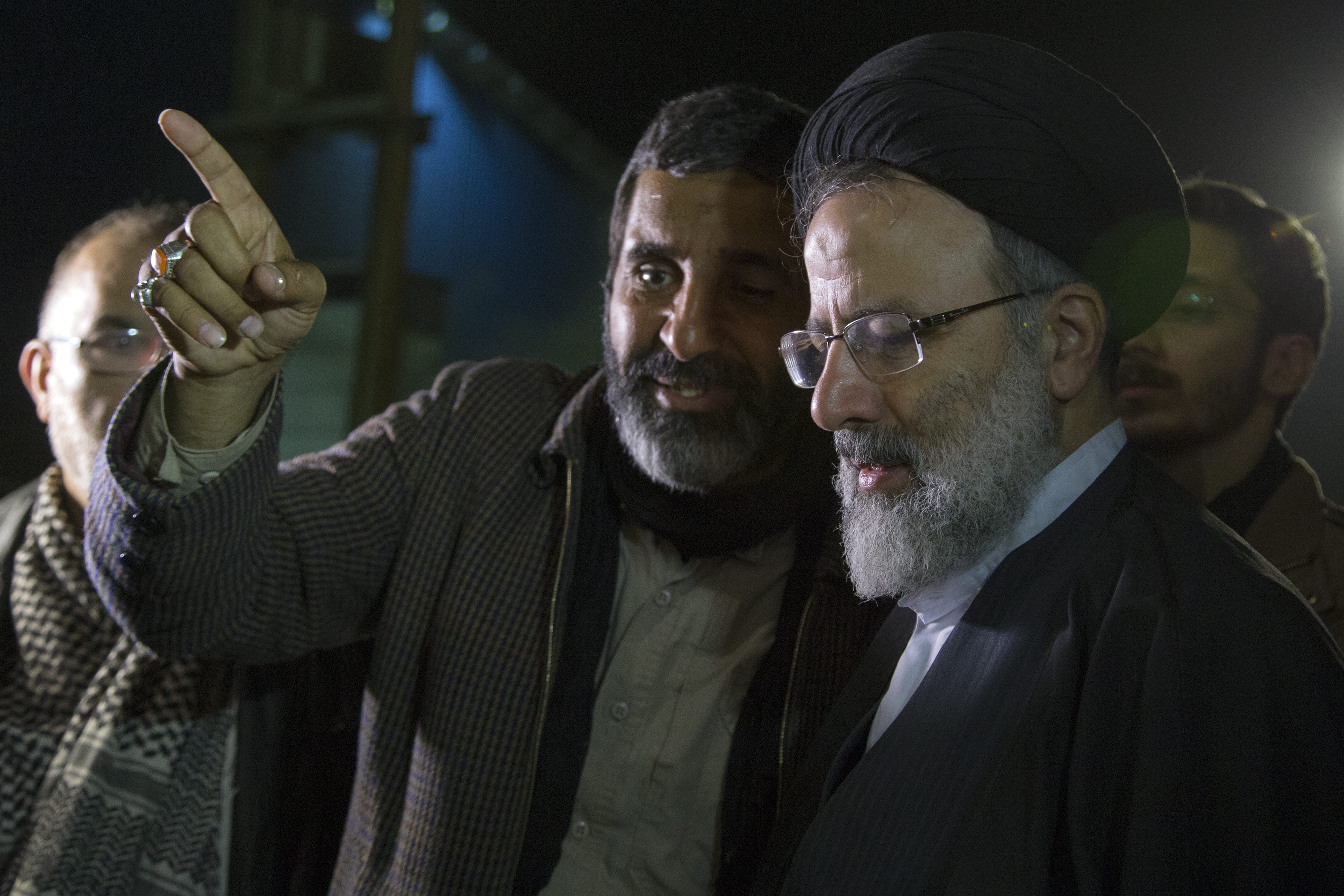
یکتا به همراه سید ابراهیم رئیسی

## کتاب خاطرات
یکتا متولد قم است. در سال ۱۳۹۷ خاطرات یکتا در کتابی با عنوان «مربع‌های قرمز» به چاپ رسید. این کتاب ۱۱ بار چاپ مجدد شده‌است  و رهبر ایران نیز تقریظی بر آن نوشته است. یکتا یک چشم خود را در جریان جنگ ایران و عراق از دست داده‌است.

## بنیاد کرامت
با انتصاب سید ابراهیم رئیسی به تولیت آستان قدس رضوی، یکتا که از نزدیکان اوست به ریاست بنیاد کرامت امام رضا منصوب شد. از جمله برنامه‌های او در بنیاد کرامت، «نهضت نذر و بخت» برای نذر ماهیانه ۱۰ هزار تومان توسط ۱۰ میلیون نفر برای تأمین پول کمک ازدواج افراد نیازمند و مستقر کردن صد گروه جهادی در مناطق محروم بود.

## قرارگاه خاتم‌الاوصیا
یکتا فرماندهی سابق «قرارگاه خاتم‌الاوصیا» و قرارگاه فرهنگی و اجتماعی «بقیةالله الاعظم» را بر عهده داشته‌است. یکتا فعال‌ترین عضو فعالین مردمی جبهه فرهنگی انقلاب اسلامی است که برای «آمادگی رزم یگان‌های جبهه فرهنگی مردمی انقلاب اسلامی» برای اجرای فرمان‌های رهبر جمهوری اسلامی در حوزه فرهنگ فعالیت می‌کند.

## جمعیت امام‌رضایی‌ها
یکتا هم‌اکنون مسئولیت جمعیت امام‌رضایی‌ها را بر عهده دارد. این جمعیت خیریه ای است که از سال ۱۳۹۶ و همزمان با زلزله سرپل ذهاب ایجاد شده و در زمینه کمک به فقرا فعال است و هدف خود را محرومیت زدایی اعلام کرده است. جمعیت امام رضایی‌ها یکی از خیریه‌هایی بود که در سال ۱۳۹۹ در رزمایش همدلی برای جمع‌آوری کمک مالی از مردم شرکت داشت. گفته شده این گروه ایجاد شده تا جای جمعیت امام علی را بگیرد.